# 女像柱

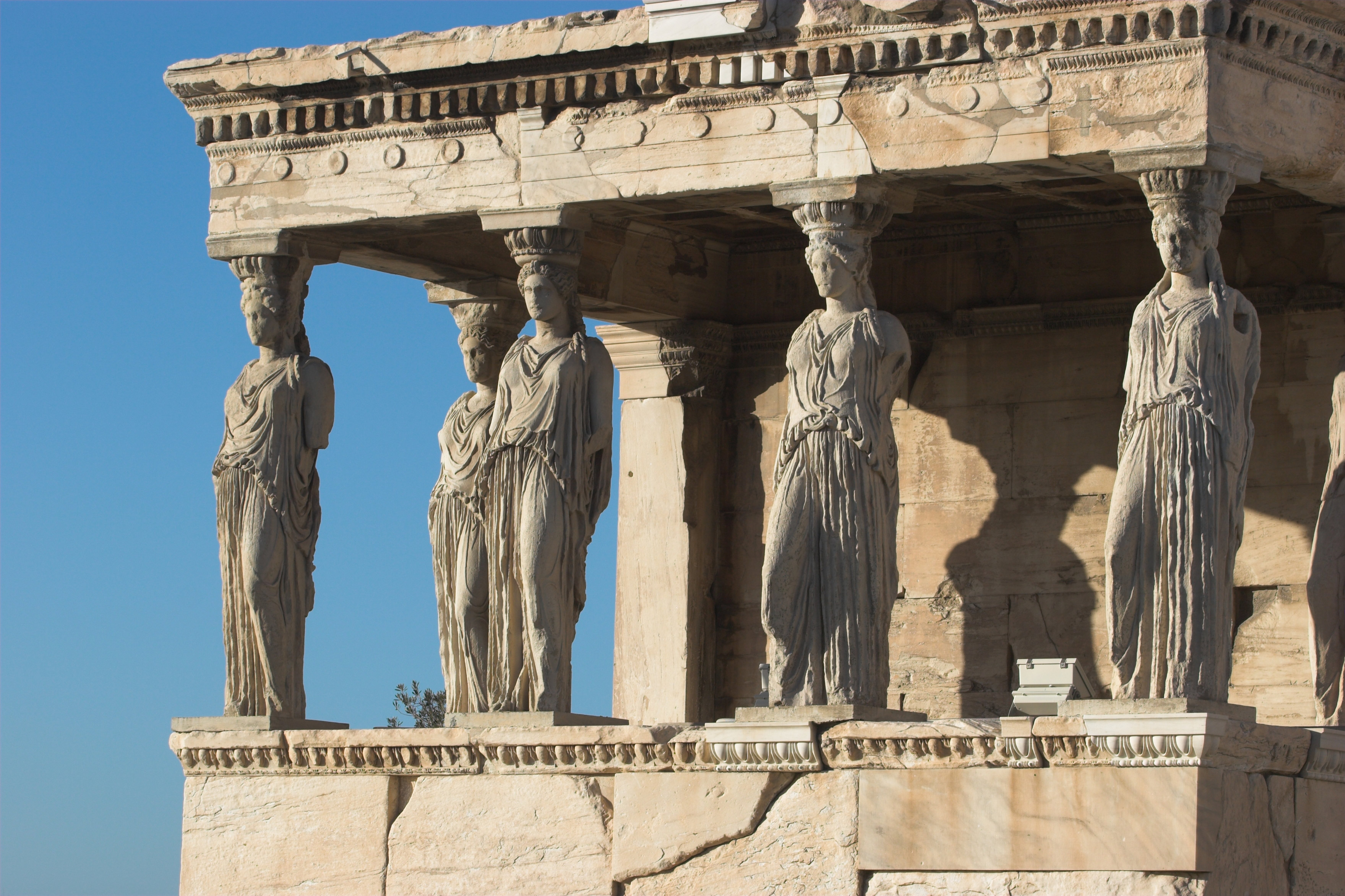
西元前421年－西元前407年雅典厄瑞克忒翁神廟女像柱門廊

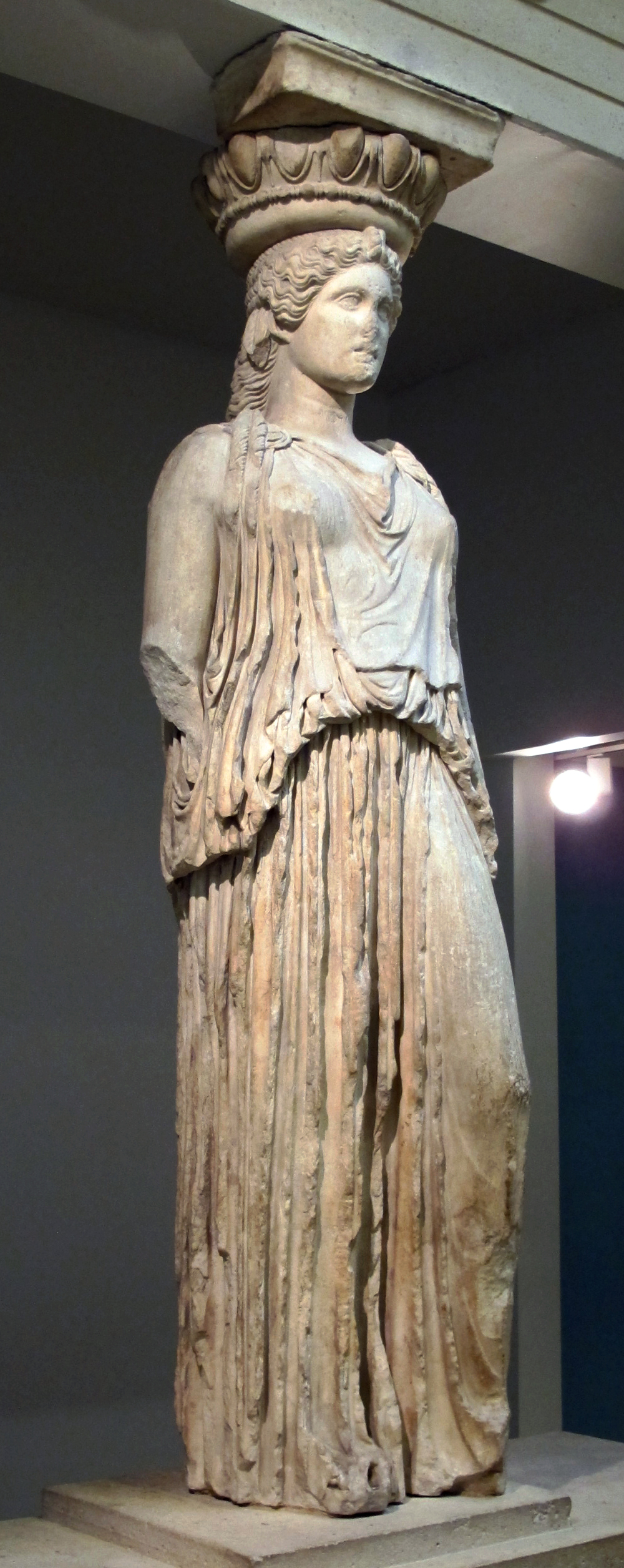
大英博物館展出的厄瑞克忒翁神廟女像柱，身形採取著對立式平衡站姿

女像柱（複數形態：Καρυάτιδες；亦稱為女人像柱、少女柱）是西洋建築藝術的一種特殊表現形式，它是以女性形象雕塑作為神廟支撐結構，用來取代圓柱或是頂樑柱的功能，乘載支撐柱頂作用。女像柱在拉迪諾語中被稱為：Las Incantadas；講希臘語的基督徒稱為：Enchanted，即神奇之意。而在厄瑞克忒翁神廟當地基督徒稱它為：偶像拱廊（The Arcade of the Idols）。鄂圖曼土耳其人則稱它為：天使像（the angel figures）。
古希臘建築師是歷史上率先運用這種藝術工法在建築結構上。西元前六世紀的女像柱通常被運用在寶庫的建築設計中，例如：德爾斐地區的錫夫諾斯寶庫（希臘語：Θησαυρός των Σιφνίων）。附帶一提，德爾斐重要寶庫是出自席夫諾斯人（Siphnians，約西元前525年）所造，這時期的女像柱最大特色是頭上有個短柱鼓（或柱頭），以便於連接柱頂；但是後來作品也有出現以雙臂支撐柱頂的設計。值得注意的是，古希臘神廟的三種類型中，多立克式神廟從未使用過女像柱，而愛奧尼柱式神廟則鮮少使用。
希臘文的建築術語中karyatides，字面上英譯為：“maidens of Karyai”；中譯為：“卡里埃少女（卡里埃即今日卡耶〔Karyes〕）”，是一座伯羅奔尼撒地區的古鎮。卡里埃擁有一座專門供奉阿耳忒彌斯女神化身──阿耳忒彌斯·卡律阿提斯（Artemis Karyatis or Artemis Caryatis）的神廟，神話學家卡爾．凱倫伊（Károly Kerényi）對此做出了解釋：“ 作為卡律阿提斯，她在卡里埃核桃村的舞蹈中歡慶，那些欣喜若狂跳著圓舞的卡里埃少女們，頭上頂著盛裝蘆葦籃子，就好比舞動的植物一般。”
中世纪很少有建築使用女像柱，文艺复兴時期開始女像柱再次出現。到了十六世紀，女像柱成為北方矯飾主義（Northern Mannerism）一部分，它成為北歐裝飾藝術必要設置；十七世紀初，女像柱開始出現在英國「詹姆斯風格」（Jacobean）建築的室內設計中。十九世紀的美國建築師也在博物館增添女像柱的設計，此舉是向此博物館的古典文化根源──希臘羅馬獻上致敬之意。十九世紀80年代，法國雕塑家奥古斯特·罗丹（Auguste Rodin）為「地獄之門」（The Gates of Hell）作品創造出一尊「肩負石頭墮落的女像柱」（Fallen Caryatid Carrying her Stone），這件作品是把傳統女像柱造型做很大幅度的變化。建於1882年的倫敦聖潘克拉斯新教堂（St Pancras New Church）門廊亦有設置四尊赤陶製女像柱。
此外也有以男性造型作為柱身來支撐柱頂的男像柱，英文專有名詞為atlas或telamon。

## 詞源

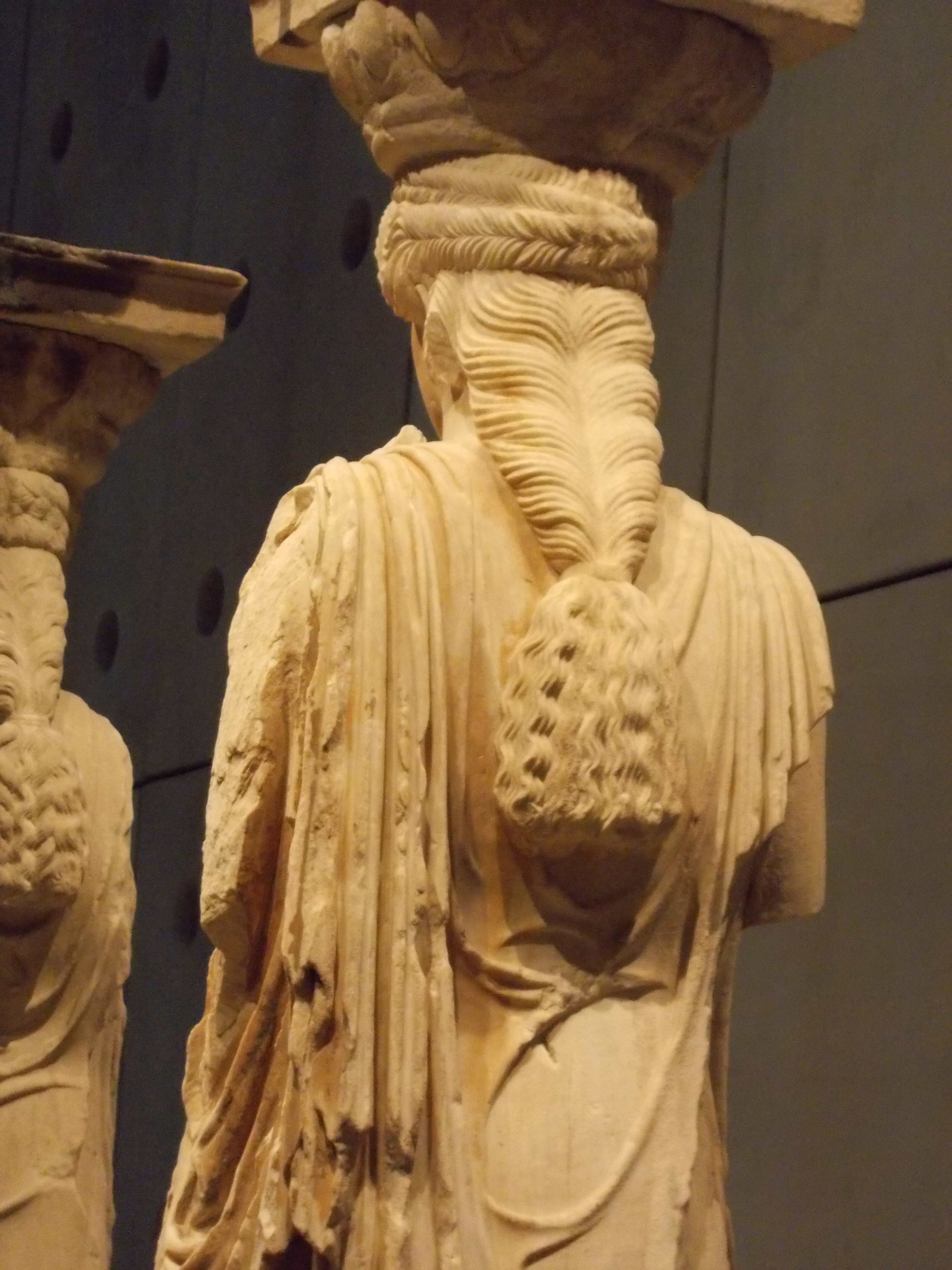
雅典衛城博物館展出的女像柱背後錯綜複雜髮式特寫

女像柱希臘文寫作Καρυάτις，原始意涵尚不清楚。這希臘字彙首先由羅馬建築師維特魯威以拉丁語caryatides所轉寫的；後轉變成英文字彙Caryatid。維特魯威於西元前一世紀的作品《建築十書》（第一卷·第一章·第五節）中陳述厄瑞克忒翁神廟的女像柱是表示卡里埃女性的懲罰，這是位在拉科尼亞靠近斯巴達的小鎮，這些女孩會遭受到懲罰是因波希戰爭期間，這座小鎮背叛雅典與波斯站在同一陣線，戰後他們被判為奴隸。然而，維特魯威的解釋卻啟人疑竇；因為在波希戰爭更早前，女性形象雕刻被用於柱身的藝術表現已經出現在希臘與古代近東地區。無論起源的原因為何，女像柱與奴隸制的聯想依然很普遍存在，而這種藝術建築在文藝復興時期經常出現。
據稱古代的卡里埃（意思為“核桃樹”）是最初肇建斯巴達六座城鎮之一，這裡是墨涅拉俄斯王后特洛伊海倫的故鄉。來自卡里埃的女孩當時被認為是特別的漂亮、身材高窕、健壯，並且能夠為其丈夫孕育強壯的後代。
頂戴籃子造型的女像柱被稱之為canephora或canephoroi（“負籃者”），她們象徵盛裝雅典娜與阿耳忒彌斯盛宴上使用聖物的貞女。在一座獻給古老雅典國王聖陵的厄瑞克忒翁神廟之女像柱，她們可能象徵卡里埃阿耳忒彌斯女祭司。卡里埃這個地方是以“核桃樹姊妹（nut-tree sisterhood）”命名──很顯然是邁錫尼時代，以女性複數形態取地名的方式，譬如海萊或者雅典都是同樣的命名習慣。
後來的女像柱也衍生出男像柱（英文寫法為telamon，複數型態是telamones）的建築藝術工法，男像柱另稱阿特拉斯柱壁（英文寫法為atlas，複數型態是atlantes）──典故出自擎天神阿特拉斯的傳說，因為祂將天球扛在自己的肩上。男像柱也是大規模被運用在神廟建築上，特別是在古代西西里島上阿格里真托奧林匹亞宙斯神廟，即可見到男像柱藝術工法。

## 古代藝術表現形式

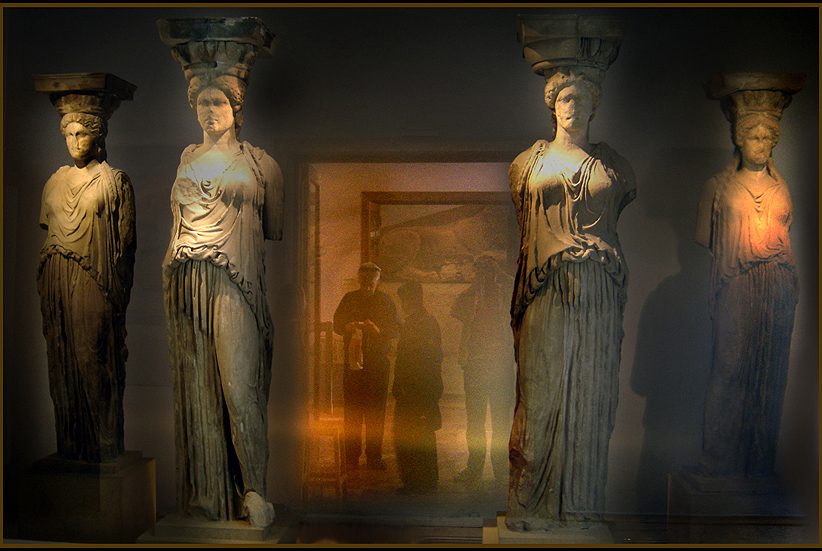
厄瑞克忒翁神廟的女像柱原物，在雅典的衛城博物館中展出，目前由水晶玻璃所保護

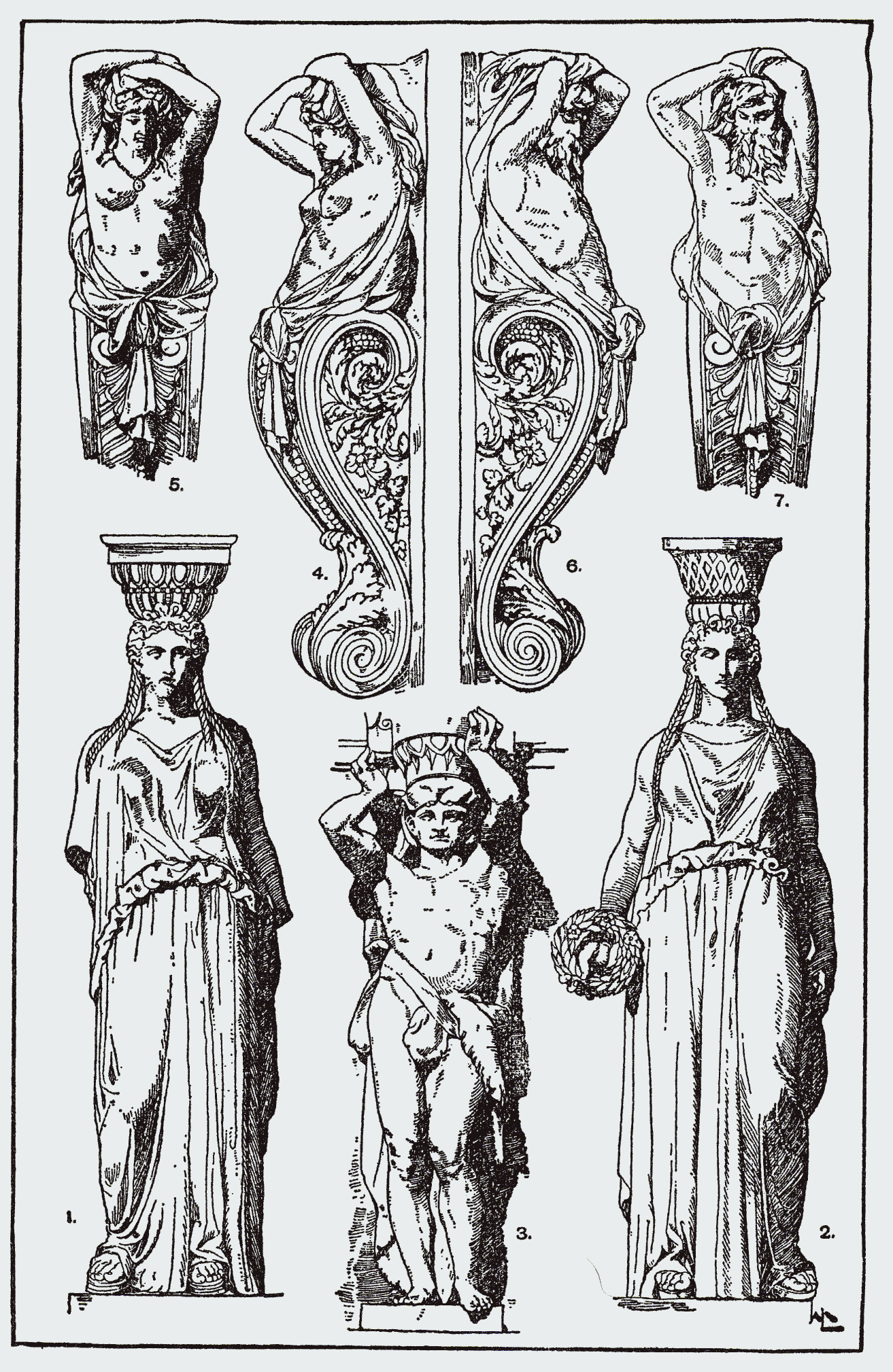
女像柱和阿特拉斯柱壁。十九世紀建築裝飾手冊中的一幅草圖。圖中除了編號1與編號2是女像柱外，其他的柱子造型是屬於阿特拉斯柱壁的設計範疇

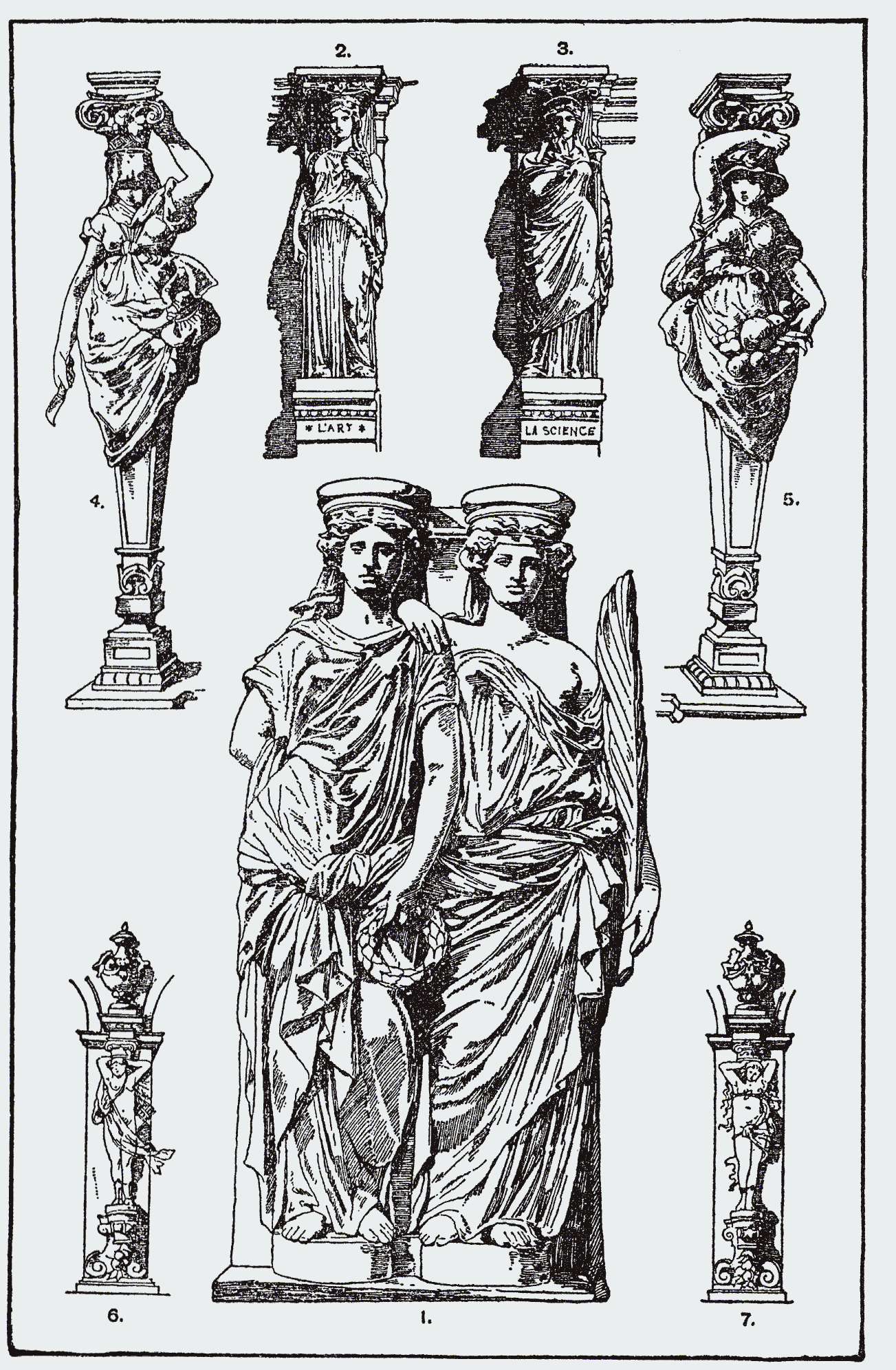
女像柱。十九世紀建築裝飾手冊中的一幅草圖。圖中介紹了各種藝術造型的女像柱

最早以女像柱做裝飾的範例可以在德爾斐當地的寶庫建築中發現，以錫夫諾斯寶庫做為代表，年代可以追溯到西元前六世紀。然而，以女性形象作為支撐物的藝術手法則可以追溯到更为久远的年代，從宗教用的儀式盆、腓尼基出土的象牙鏡柄，到希臘古風時代身著披風的人物雕像等等都可以找到相關藝術表現方式。
今日令世人所知的作品就是座落在雅典衛城上厄瑞克忒翁神廟（建於西元前421年至西元前406年）南邊門廊的六尊女像柱，這些女像柱原本都有漆上鮮艷色彩，但經年累月無人修繕後而逐漸剝落。原來六尊有一尊在十九世紀初被時任英國駐鄂圖曼土耳其帝國大使額爾金伯爵鋸斷且強行挪走，後被收藏在倫敦大英博物館，由於聯合國教科文組織因文化竊盜問題要求英國與大英博物館將女像柱歸還希臘，不過已遭大英博物館斷然拒絕，並且英國在促使文化财产送回原有国或归还非法占有文化财产政府间委员会（ICPRCP）上也發表了一份聲明，概述了他的立場。
今日雅典衛城博物館則保有其他五尊女像柱，從1979年起神廟現址則由仿製品來替代。在雅典的五尊女像柱原物現今被移到新衛城博物館展出，它是在一個特殊的樓廳（balcony）上，允許遊客從四面八方參觀這五尊女像柱。而被搬移到倫敦的女像柱其底下基座依然保持空缺狀態。從2011年到2015年，館方採用特製的激光光束清潔女像柱，之所以採用這種清潔方式的用意是：以不傷害大理石光澤面前提下，清除經年積累的煙灰與塵垢。在清潔每尊女像柱的同時，當地電視台還有進行實況轉播讓博物館的遊客陪同觀看。
雖然六尊女像柱高度和體型是相同，穿著和頭飾也相似，但這她們還是存在细微差異：她們的臉孔、姿態、垂褶，以及頭髮是分別雕刻為不同樣貌；位在左側的三尊是右腳站立，位在右側的三尊是左腳站立；可惜的是這些女像柱的手部都佚失了。因為女像柱的頸部是結構上最脆弱部分，所以在設計上她們會帶有龐大、錯綜複雜的髮型，目的是要強化頸部以提供穩固支稱柱頂的作用。

後代的羅馬人曾仿製厄瑞克忒翁神廟的女像柱，而且還顯示這些女像柱右手拿著祭盘（phialai）、左手略為拂起長袍的姿態，這些仿製品被用在羅馬奧古斯都論壇和萬神廟的建築上，還有蒂沃利的哈德良別墅也有這樣的設置。此外在亞壁古道也有發現羅馬仿製女像柱，就是目前放在英國的湯利女像柱。

## 文藝復興後的藝術表現形式

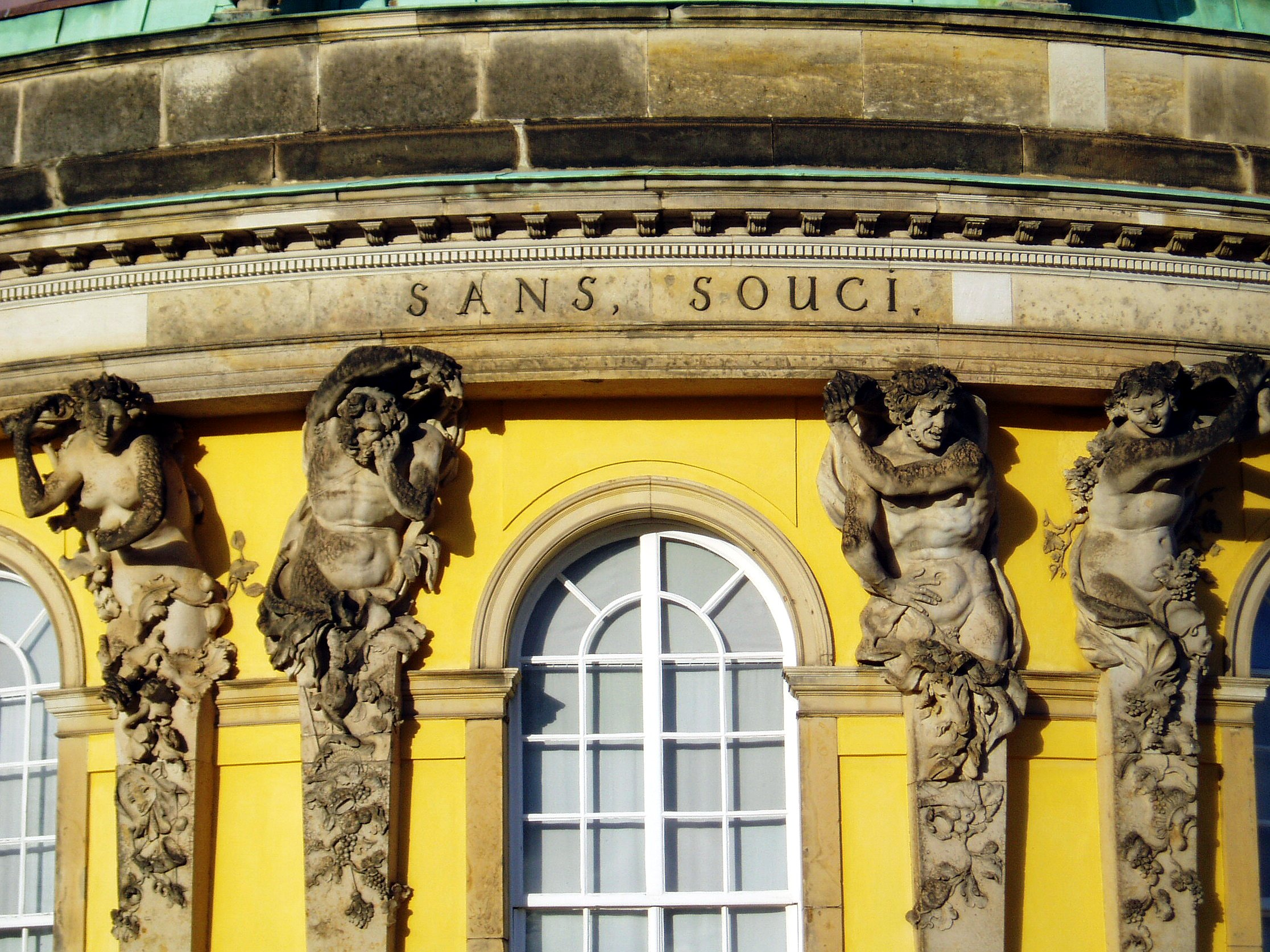
曾隸屬於腓特烈大帝的波茨坦宮殿──無憂宮外邊後期巴羅克藝術風格半身女像柱以及半身阿特拉斯柱壁

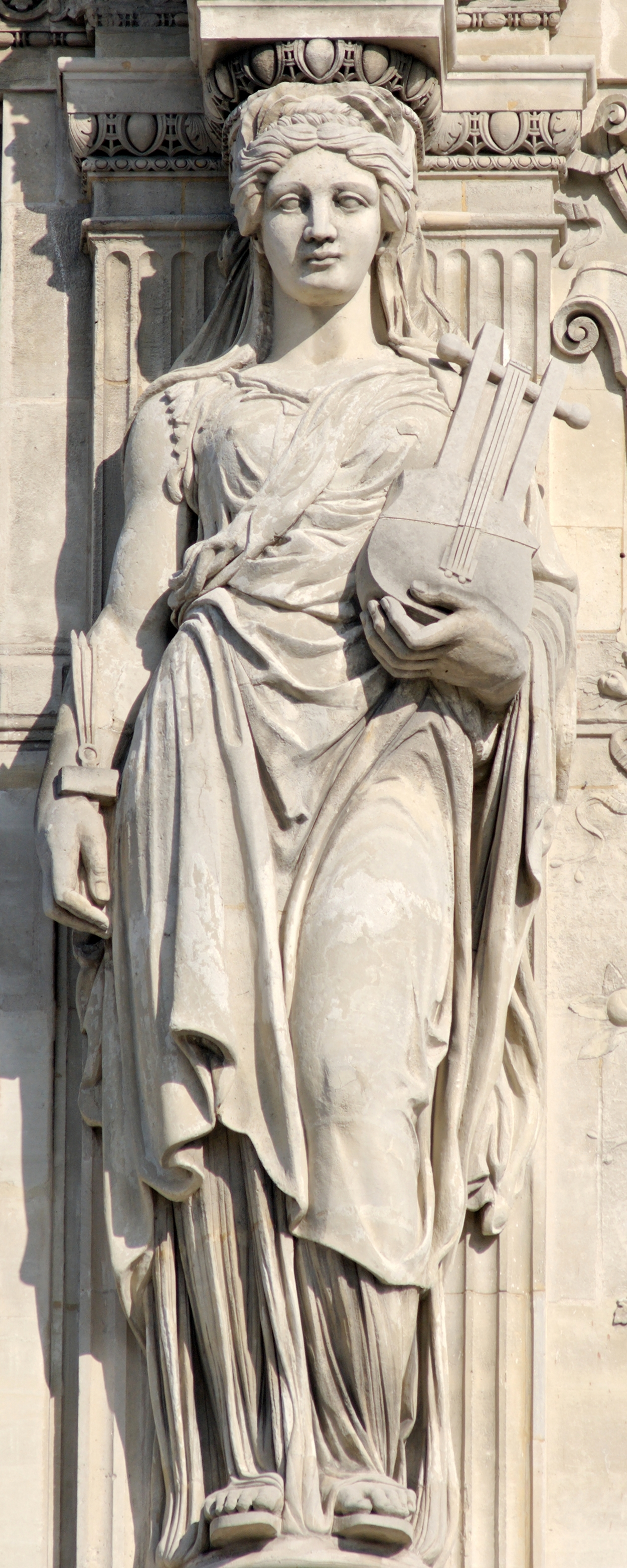
由法国雕塑家讓-巴蒂斯特·克洛德·歐仁·紀堯姆為羅浮宮 (皇家宮殿)杜尔哥馆（Pavillon Turgot）所設計的女像柱

近代早期，將女像柱融入建築設計的做法得以恢復，並且也運用在室內設計中壁爐的裝飾，然而壁爐採用類似於女像柱造型的設計，並非古代建築中的手法，而且也沒有先例可資對照。近代早期這種室內設計的範例是在威尼斯總督宮約爾大廳（Sala della Jole）內巨大壁爐側柱上雕有赫拉克勒斯和伊俄勒（Iole）的人物像，建造年代大約是在1450年。接下來的世紀中雅各布·桑索維諾（兼雕塑家和建築師兩種身份），在帕多瓦附近加爾佐尼莊園（Villa Garzoni）雕刻一對女性人物支撐著大理石壁爐架的裝飾。直到1615年，帕拉弟奥的弟子文森諾·斯卡莫齊開始在他的《通用建築的理念》（Idea della archittura universale）一書加入了專門論述壁爐架設計的章節。他認為這些在王子和重要人物的官邸，是能夠設置有女像柱裝飾的壁爐架，這點可以從他的壁爐架設計圖稿以及他在總督府候客厅（Sala dell'Anticollegio）配置的類似的壁爐架造型看出端倪。
十六世紀時，塞巴斯蒂亞諾·塞利奧在他建築學專著顯示出，女像柱成為了由楓丹白露畫派與安特衛普雕刻師所形成的北方矯飾主義必要裝飾。十七世紀初，英格蘭詹姆斯風格（Jacobean）建築開始出現女像柱被運用在室內設計的裝飾上；而蘇格蘭在馬赫爾斯城堡大堂壁炉饰架仍然保存著他們原有的樣式。十八世紀女像柱依然是日耳曼地區（今日德國）巴洛克藝術的重要部分（實際的建築範例，請參考本章節左上側無憂宮圖片，可以得知女像柱的配置仍然屬於巴洛克建築必要設計），並且女像柱也被新古典主義的建築師和設計師以更嚴謹的“希臘風”手法重新塑造，可以從倫敦聖潘克拉斯新教堂（1822年竣工）門廊所設置的四尊赤陶女像柱看見端倪。
1893年多尊女像柱被陳列在芝加哥科學與工業博物館的藝術宮門前。在女像柱的設計藝術中，採用燭台或是桌架形式支撐茛苕葉籃造型的柱頭是新古典主義常見主題。薩拉索塔的約翰與及梅波·瑞霖藝術博物館在其東邊有以女像柱作為主題的雕塑。
1905年美國雕塑家奧古斯塔斯·圣·高登斯為紐約水牛城奥尔布赖特·诺克斯艺术馆製作一個女像柱門廊，八尊女像柱中的四尊分別代表不同的藝術形式，像是：建築、繪畫、雕塑，以及音樂（另外的四尊僅有手持花環而已）。
奧古斯特·羅丹在1881年的雕塑「肩負石頭的墮落女像柱」（Fallen Caryatid Carrying her Stone，是他不朽作品──「地獄之門」其中一個部分）呈現出一尊跌坐的女像柱。羅伯特·海萊因在他的科幻小說《異鄉異客》有描述道：“現在我們有另一個情感的象徵…近三千年或更長時間，建築師設計的柱子形如女性…經過了這幾個世紀後卻被羅丹認為這項工作對女孩而言太沉重了…此處這尊可憐的小女像柱她嘗試過肩負石頭——然而失敗了，在不堪重負下跌倒....她沒有放棄，班；在壓倒她之後依然努力著要抬起那塊石頭…”。
作家薩繆爾·貝克特（Samuel Beckett）在他1953年創作的荒誕派戲劇《等待果陀》（'Waiting for Godot'）第二幕中，愛斯特拉岡（Estragon）當他和弗拉季米爾（Vladimir）厭惡最近失明並“兜兜轉轉”的波卓（Pozzo）時說了：“我們不是女像柱！（We are not caryatids!）”台詞。
法國攝影師及導演安妮·華達（Agnès Varda）曾製作過兩部記錄巴黎周圍女像柱的短片，分別為：1984 Les Dites Cariatides與2005 Les Dites Cariatides Bis。
伏特之子樂團（Son Volt）在1997年推出的專輯Straightaways中有一首歌曲“Caryatid Easy”，歌詞中以詩意般隱喻的喚起女像柱所承受的負擔，歌手傑伊·法拉爾（Jay Farrar）用一句“you play the caryatid easy”歌詞來責備一位未知名的情人。

## 現代女像柱藝術圖集

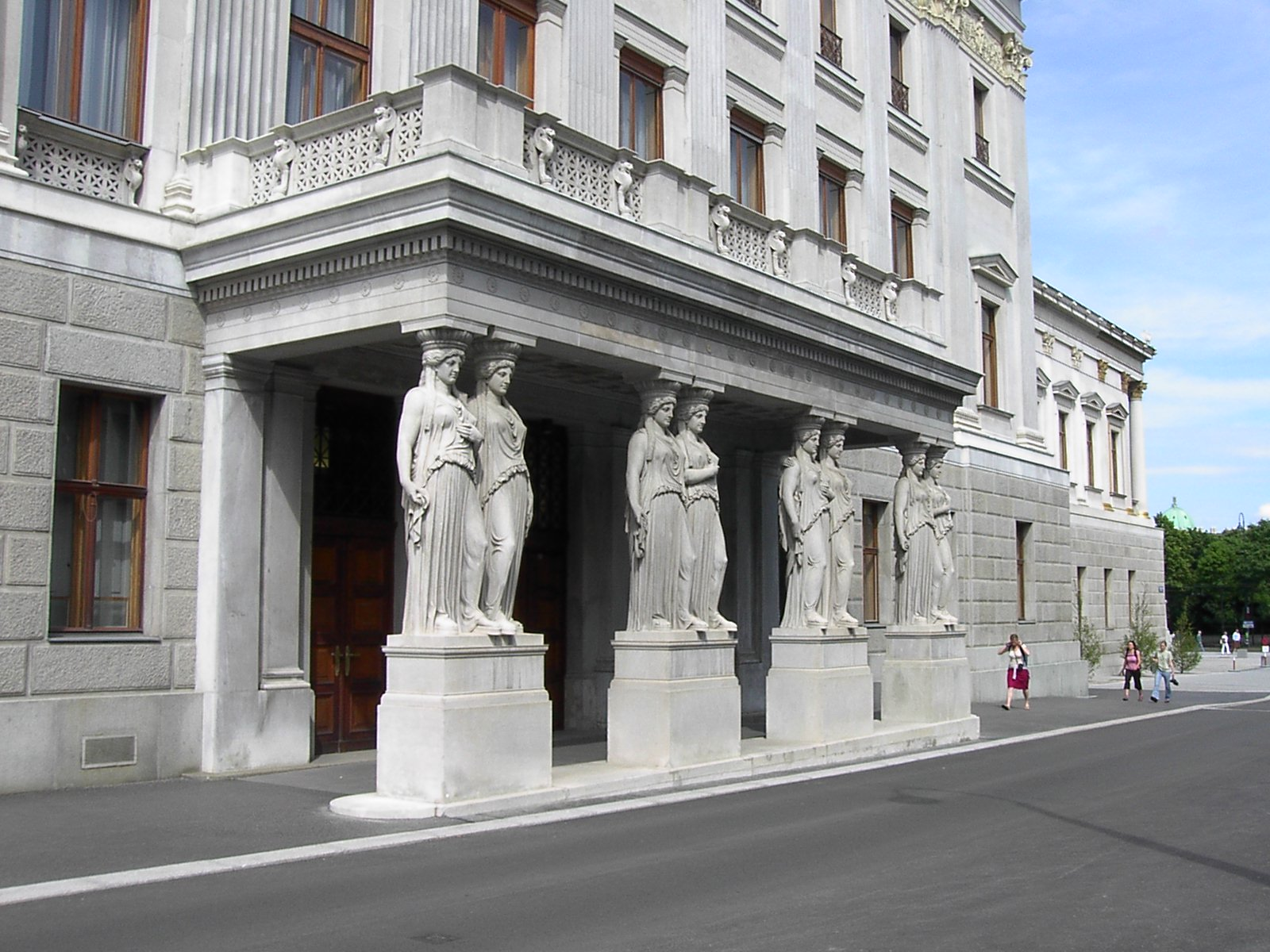
01.維也納的奧地利國會大廈（1874年－1883年）
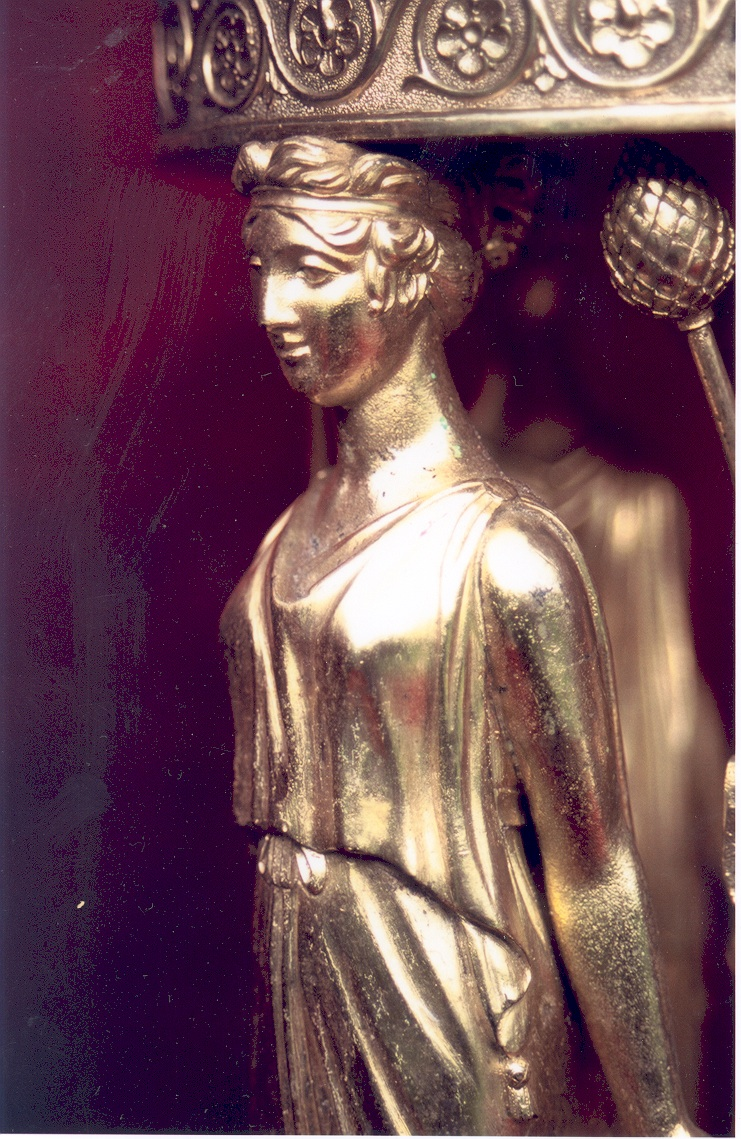
02. 1812年甜點攤 （保罗·司铎（英语：Paul Storr），倫敦）
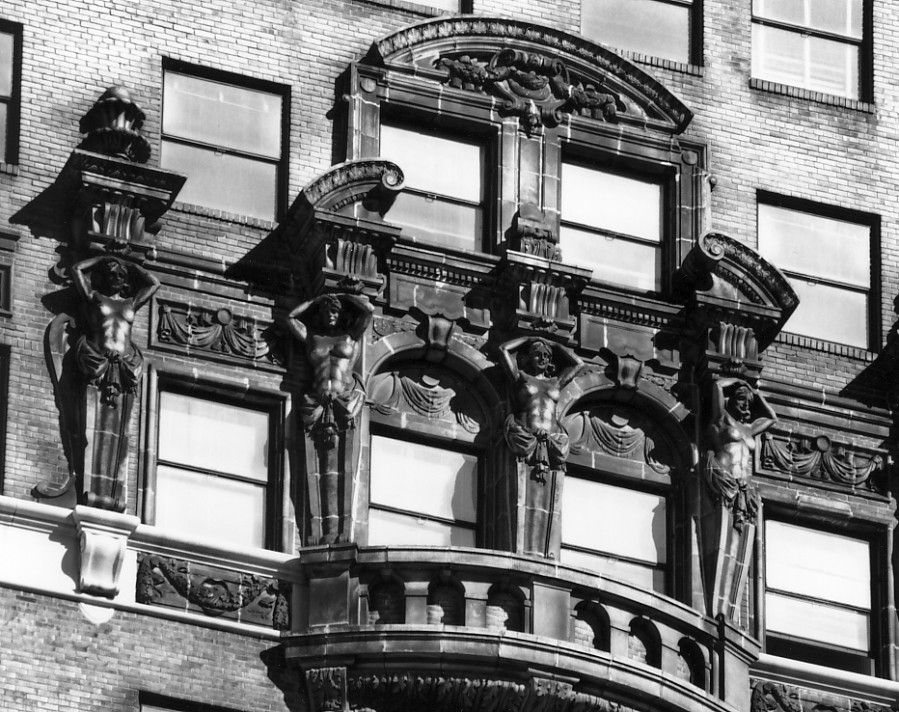
03. 圖書大樓（英语：Book Tower）（1916年－1926年），底特律
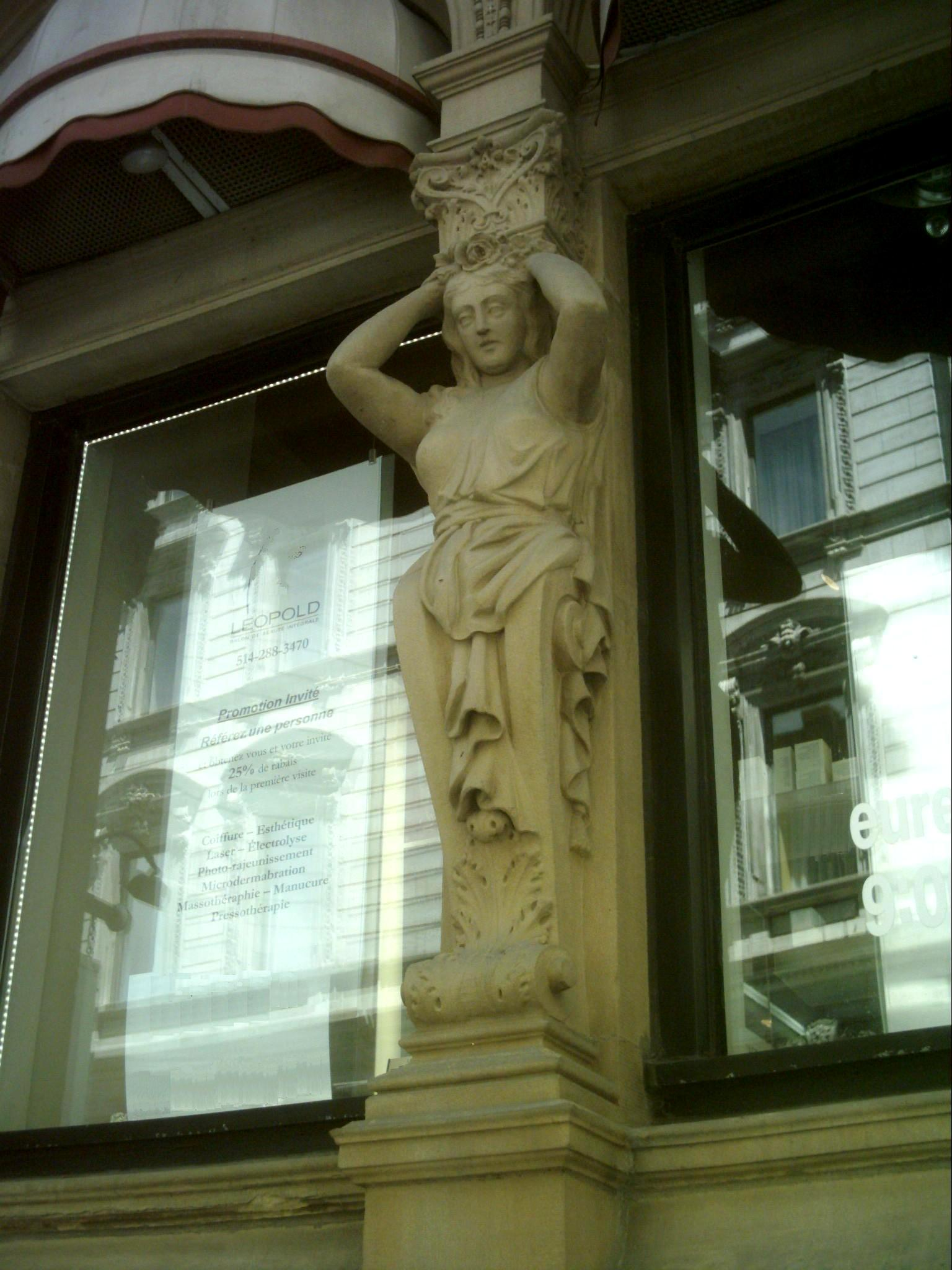
04. 陽光生命大廈（英语：Sun Life Building）（1913年－1931年），蒙特利爾
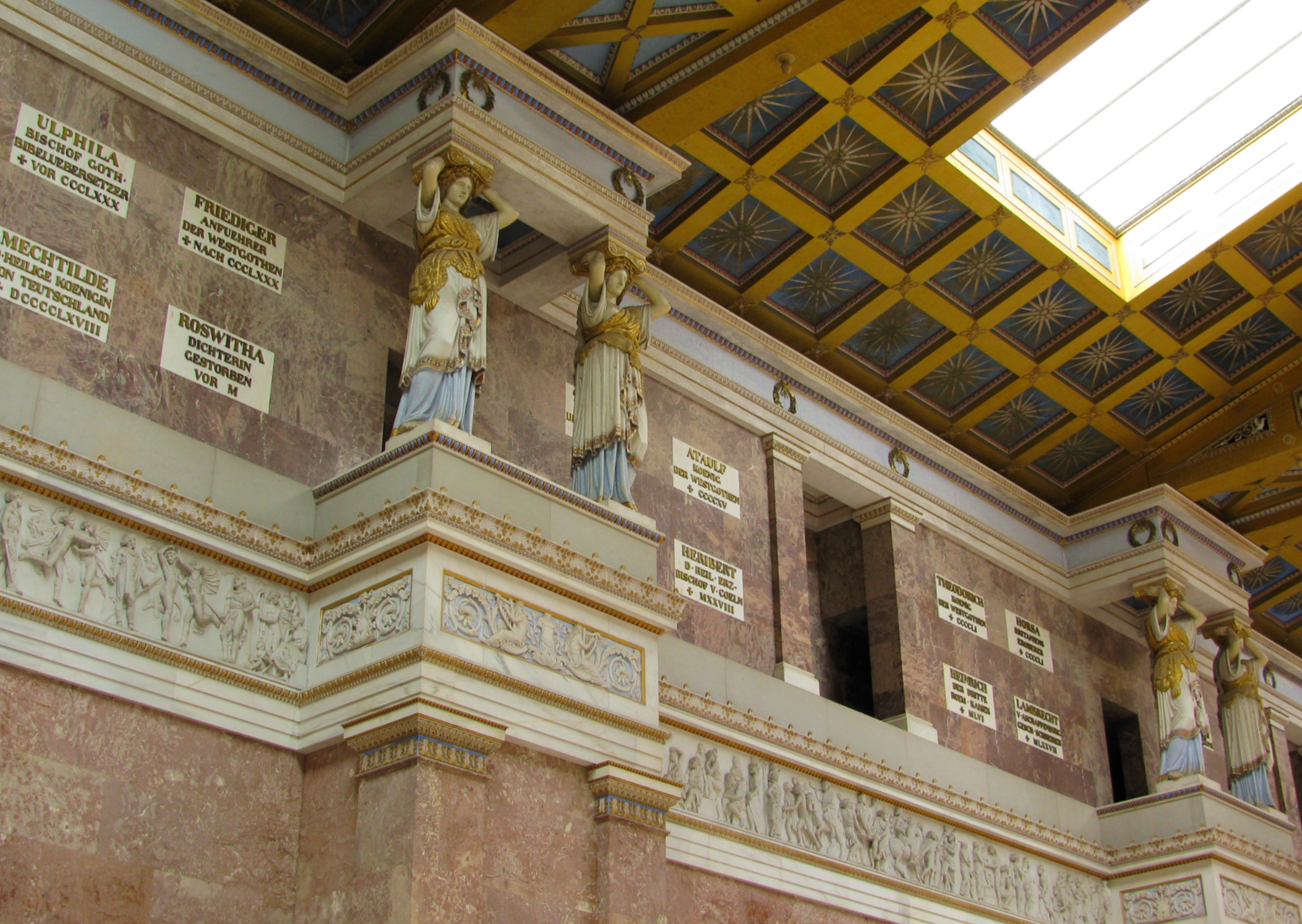
05. 瓦爾哈拉神殿（1830年－1842年），德國巴伐利亞
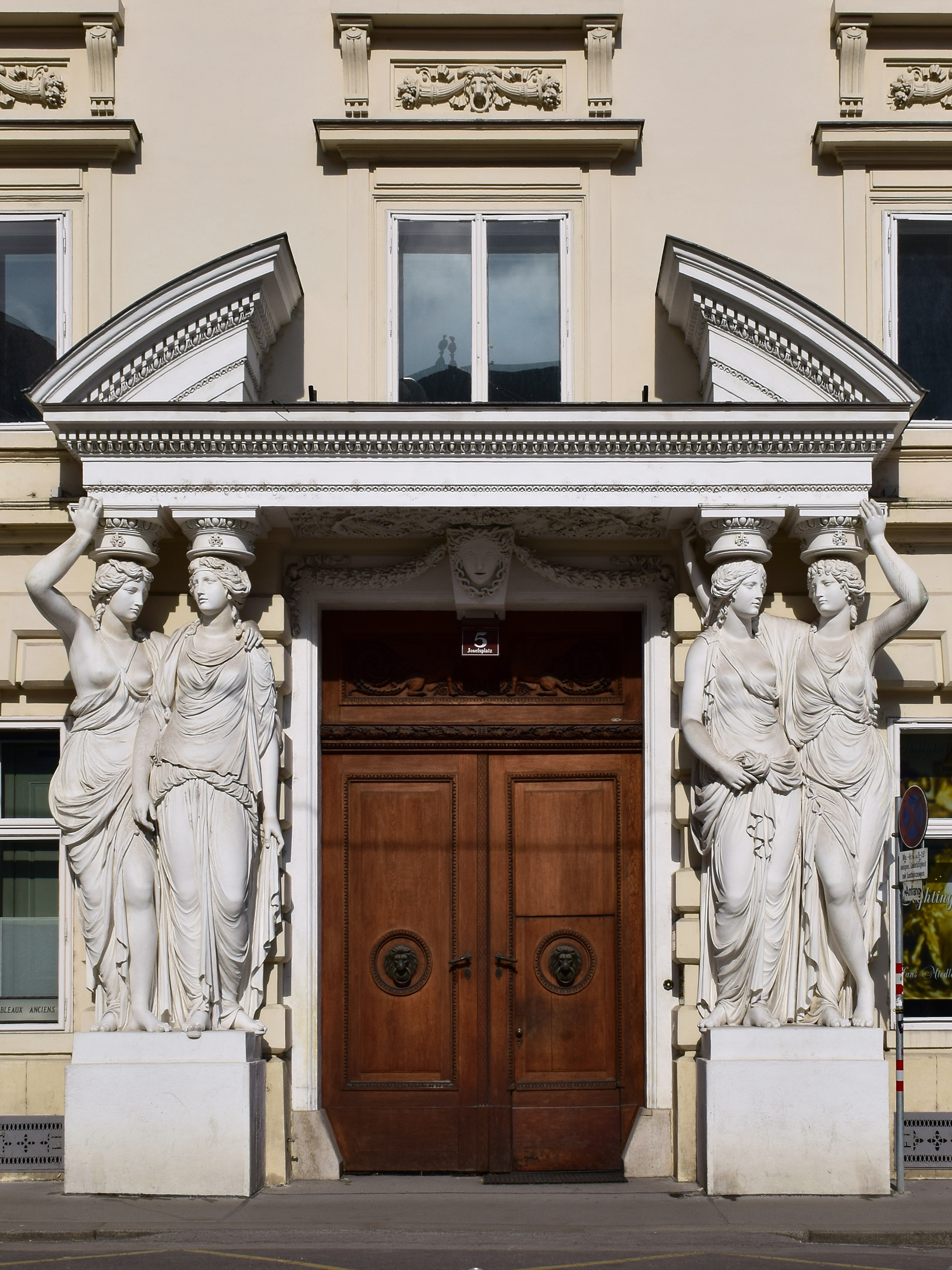
06. 位於維也納約瑟夫廣場帕拉維奇尼宮的正門
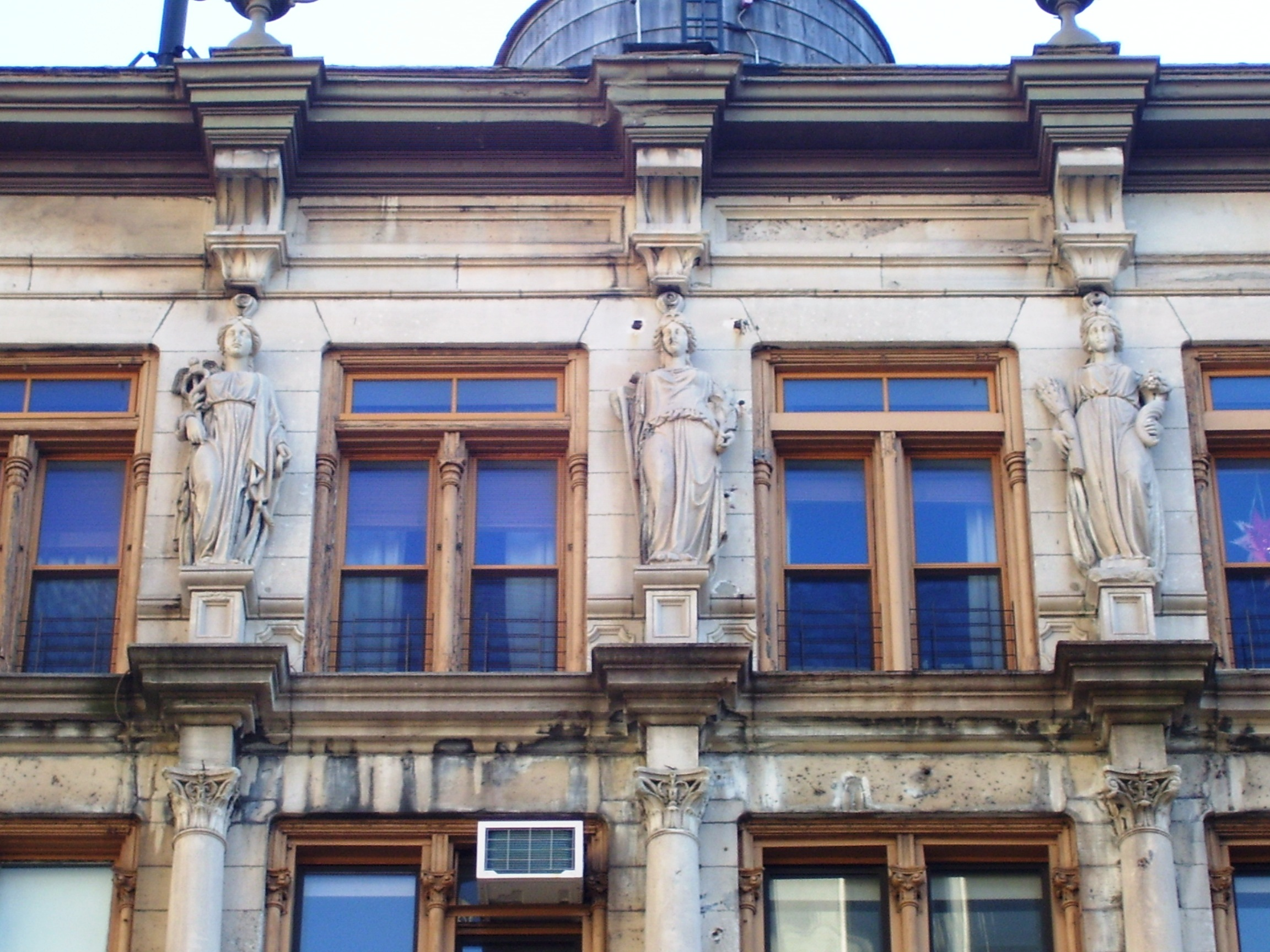
07. 在紐約市的蘇荷區 （542百老匯，1864年）
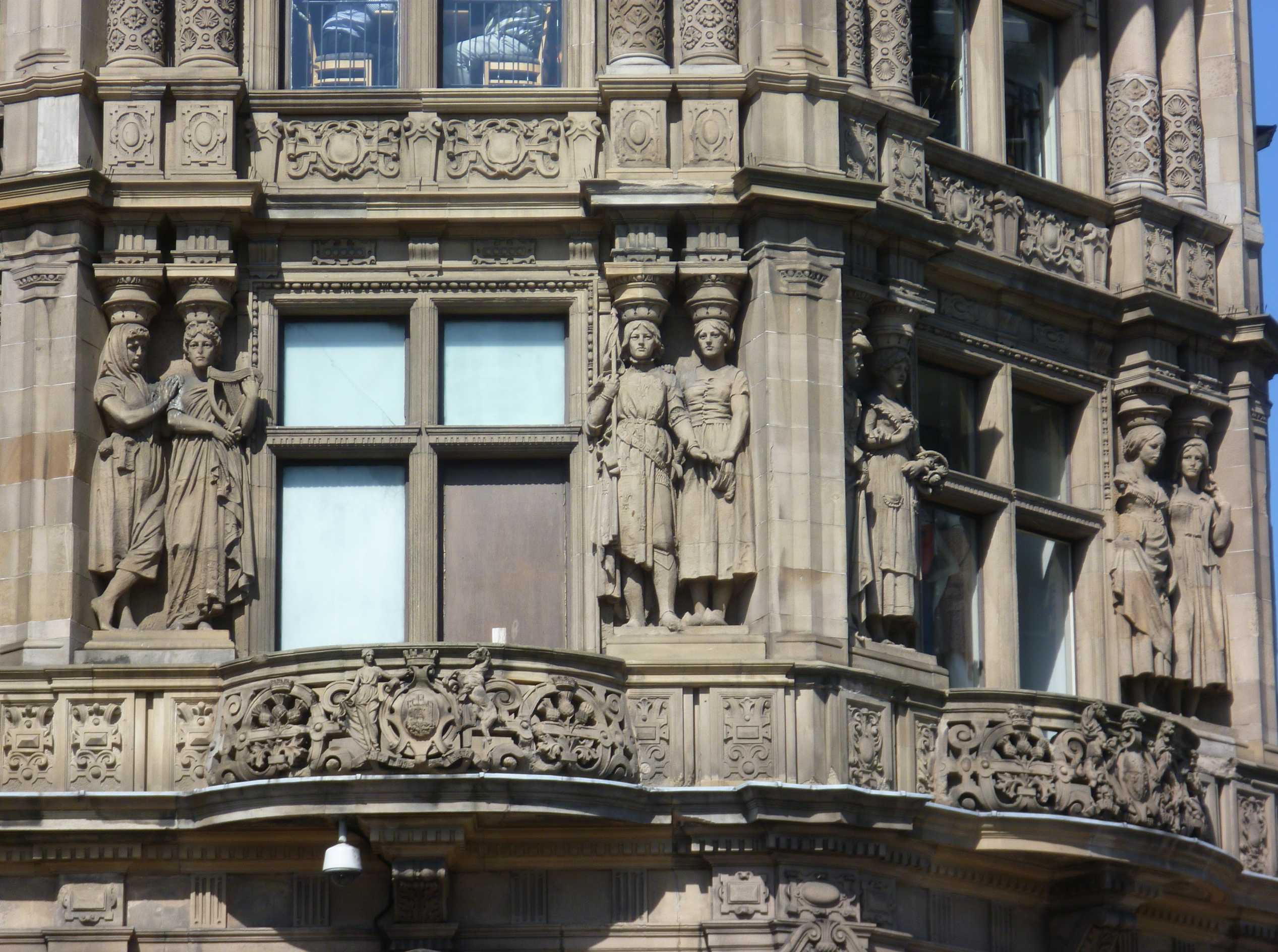
08. 在愛丁堡百貨公司的維多利亞時代女像柱
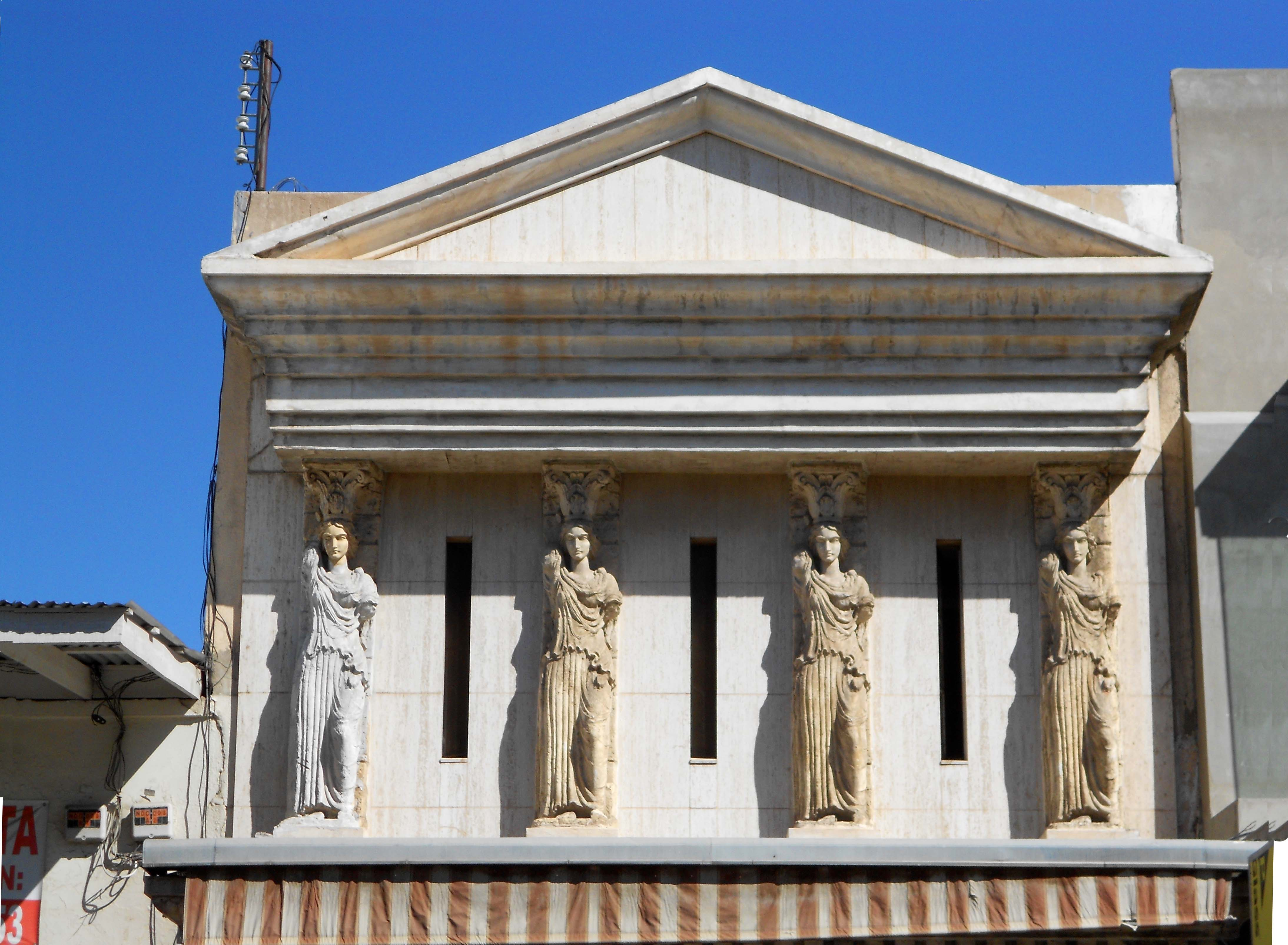
09. 墨西哥諾加萊斯用澆灌混凝土塑造的女像柱
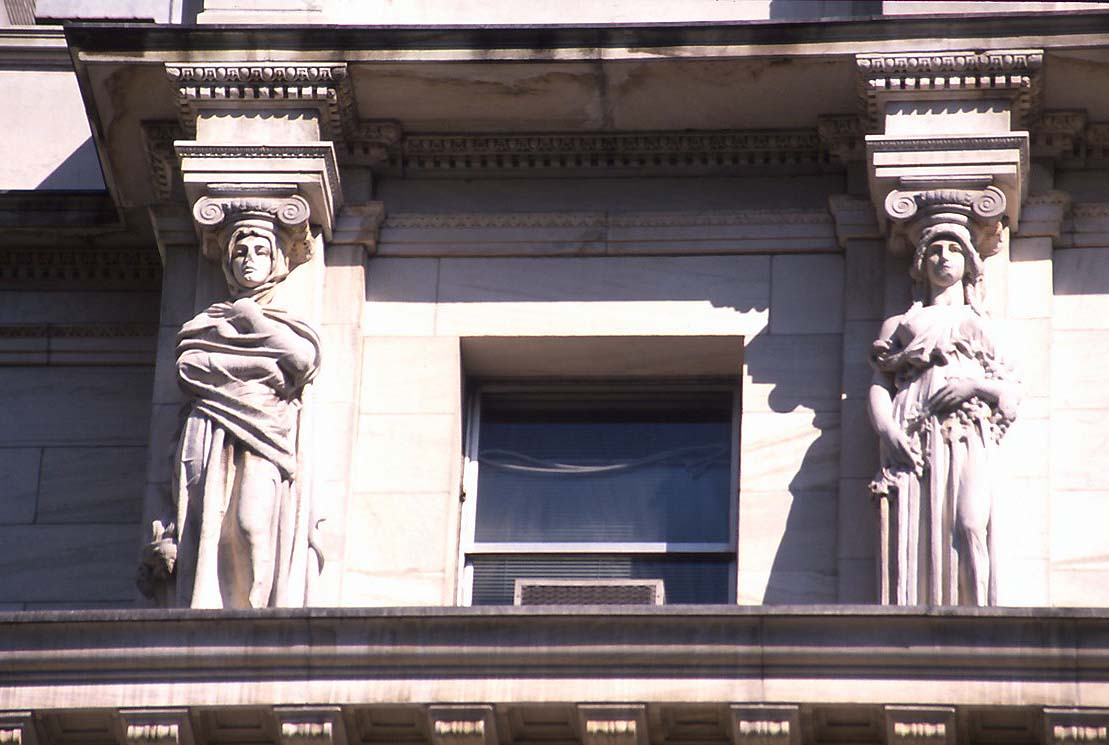
10. 由湯瑪斯希爾茲克拉克（英语：Thomas Shields Clarke）為紐約市的紐約州上訴法院所設計代表季節的女像柱
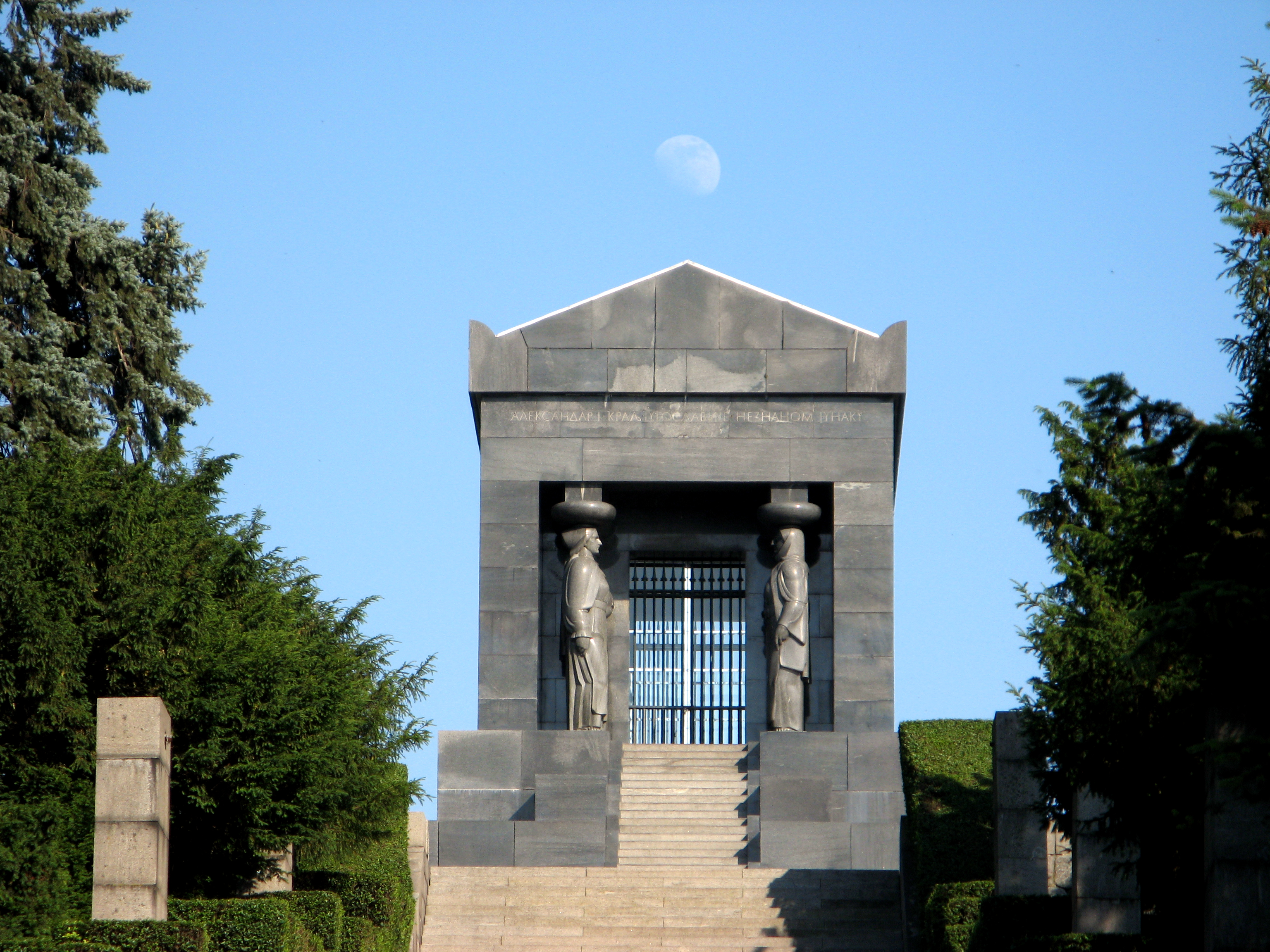
11. 塞爾維亞貝爾格萊德的無名英雄紀念碑（英语：Monument to the Unknown Hero）
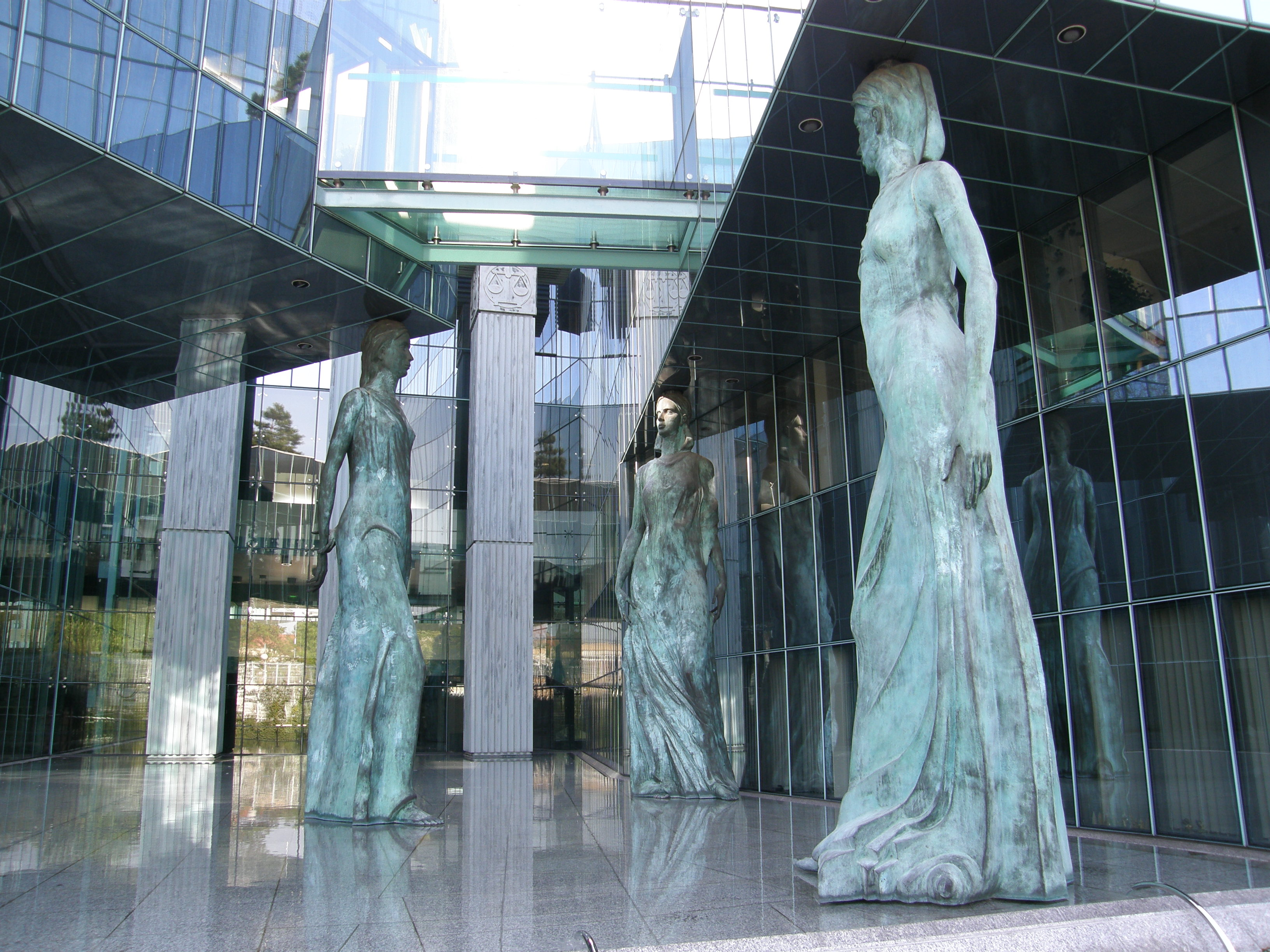
12. 波蘭華沙的波蘭最高法院（英语：Supreme Court of Poland）（1996年－1999年）
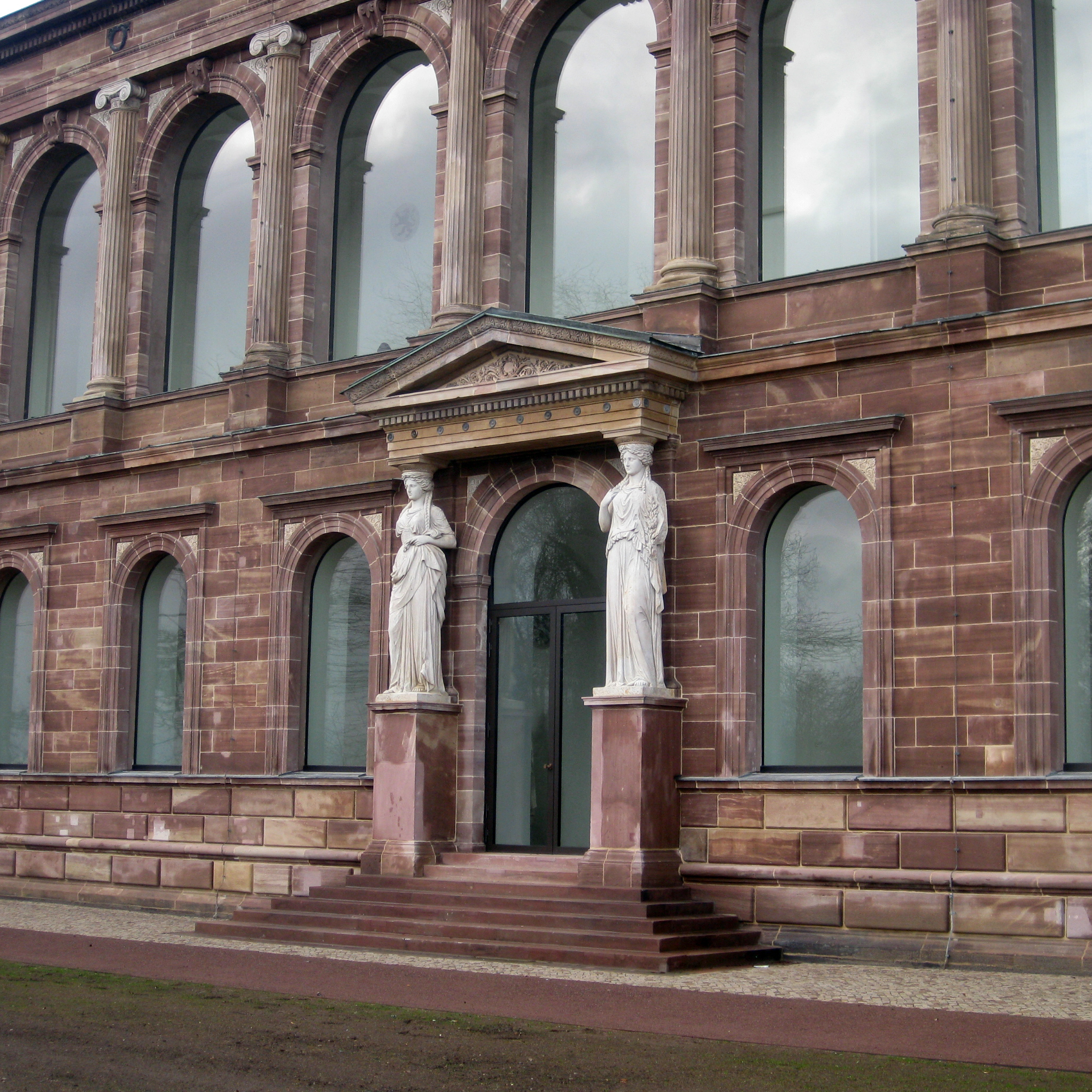
13. 在卡塞爾境內的新畫廊（Neuen Galerie）門口女像柱。請注意：女像柱雕塑是被設置在建築物突出的壁柱上方
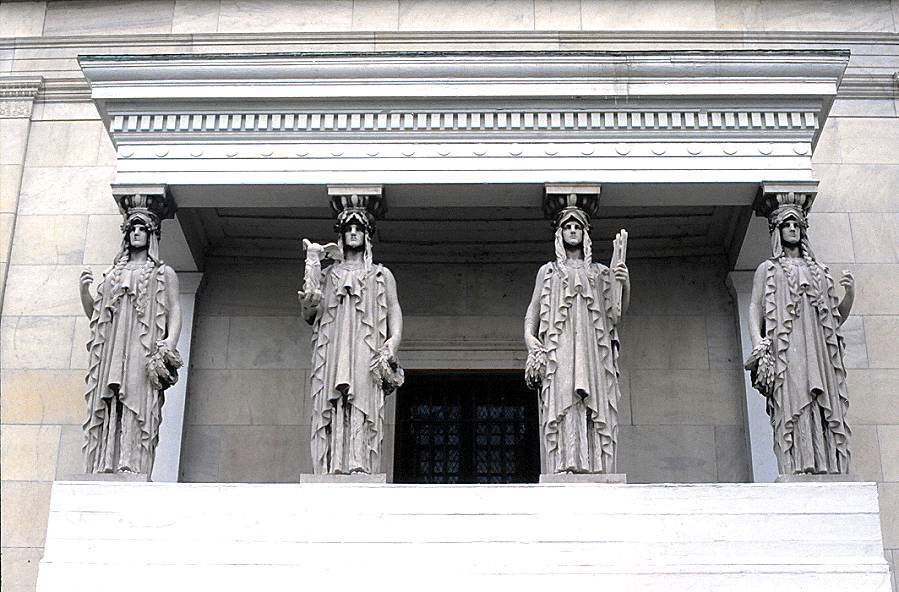
14. 紐約水牛城的奧爾布賴特·諾克斯藝術館。聖·高登斯（英语：Augustus Saint Gaudens）設計的女像柱

## 外部連結
- Kerényi, Karl (1951) 1980. The Gods of the Greeks (Thames & Hudson)
- Conserving the Caryatids （页面存档备份，存于） in the Acropolis Museum
- Images of Caryatids of Athens (Spanish) （页面存档备份，存于）